# 東亜児童大会

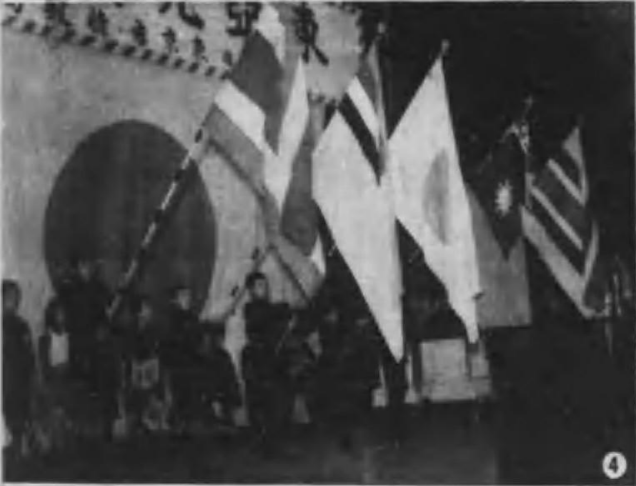
東亜児童大会、1941年2月1日、日比谷公会堂

東亜児童大会（とうあじどうたいかい、旧字体：東亞兒童大會）は、大日本帝国政府情報局と東京市が共同主催し、1941年2月1日に東京府（現・東京都）の日比谷公会堂にて挙行された児童による交流会。

## 概要
大日本帝国を始め、満州国、泰、支那、蒙古の俗にいう「大東亜共栄圏諸国」児童約2,800人を招待し、東亜共栄圏の児童による合唱、芝居を楽しむというもので、最後に児童の代表が音頭をとり「天皇陛下万歳」を参加者全員で三唱した。
当時の『写真週報』によると、詳細は以下のとおり。
- 参加者 - 在京の中華民国・満州国・泰国・蒙古の児童約250人、都下650校のわが国（原文ママ）生徒代表約2800人、日本見学中の北京女子師範学院生徒30余人
- 第一部 - 宮城遥拝、国歌斉唱、英霊に黙禱、東京市長大久保留次郎挨拶、情報局総裁伊藤述史挨拶、各国児童代表の発言、外務大臣松岡洋右による結びの挨拶
- 陸軍大臣東条英機・海軍大臣及川古志郎・文部大臣橋田邦彦の祝辞の朗読、各国交歓の万歳
- 第二部 学芸会 - 童話劇『虹の出帆』上演、舞踏、唱歌
- 土産物配付、散会

## 映像資料
- 日本ニュース・1941年2月発行の第35号